# Portégé G810
Portégé G810(ポーテジェ G810)は、東芝が開発したUMTS(W-CDMA)およびGSM通信方式に対応しているスマートフォン。東芝のスマートフォンの海外モデルPortégé Gシリーズの一機種である(日本国内未発売品)。2008年6月20日に発売。
なお、日本国内モデルは発売未定(2008年12月現在)。

## 対応サービス・機能
- Windows Mobile 6.1 Professional 搭載
  - Office Mobile (Word/Excel/PowerPoint/OneNote)
  - Internet Explorer Mobile
  - Windows Media Player Mobile
  - Outlook Mobile

- メール送受信
  - SMS/MMS
  - SMTP/POP3/IMAP4 (SSL対応)
  - Exchange Server (プッシュ型電子メール)

- Windows Live for Windows Mobile 搭載 
  - Windows Live メール
  - Windows Live メッセンジャー

- Wi-Fi (IEEE 802.11b/g)
  - AES/TKIP、WEP/WPA/WPA-PSK/WPA2/WPA2-PSK

- 高速データ通信
  - HSDPA(3.6Mbps)/HSUPA(2Mbps)

- Spb Mobile Shell for Toshiba 搭載

- タッチスクリーン
- VPN 対応
- GPS内蔵、A-GPS(Assisted GPS) 対応
- FMラジオ

## 特徴
幅広い携帯電話の周波数帯に対応できるため世界の多くの地域で使用可能である。日本国内では、ソフトバンクモバイルおよびNTTドコモの3G(2100MHz)網にローミングする事になる。
海外モデルであるため、SIMロックフリーの端末として(購入時に要確認)、個人輸入もしくは直接海外で購入してくる事により日本国内でも使用できるが、ユーザインタフェース(UI)は英語など販売国の言語である。日本語の表示および入力は対応するソフトウェアをインストールする必要がある。
タッチスクリーンの下部に数種の操作キーが配置してあるのが大きな特徴である。ただし、QWERTY配列キーボードは付いて無く、ソフトウェアキーボードでの入力となる。
また、ユーザインタフェースとしてSpb Software HouseのSpb Mobile Shellを標準で搭載している。